# Ambivina
Ambivina is een monotypisch geslacht van schimmels behorend tot de familie Corticiaceae. Het geslacht kent slecht een soort, namelijk Ambivina filobasidia.